# GTL
GTL (em inglês:  Gas-to-Liquids) ou GPL (em português:  Gás para Líquidos) é um processo que transforma gás natural em combustíveis líquidos por meio do Processo de Fischer-Tropsch. O combustível proveniente deste processo pode ser utilizado em veículos equipados com motores a diesel sem modificações.